# Jean-Marie Clauzel
Pour les articles homonymes, voir Clauzel.
Jean-Marie Clauzel, né le 17 juin 1842 à Gluiras (Ardèche) et mort le 25 janvier 1893 à Paris 5e, est un homme politique français.

## Biographie
Ingénieur civil, il est député de l'Ardèche de 1886 à 1893, siégeant à gauche. Il est maire de Gluiras et conseiller général du canton de Saint-Pierreville.

## Sources
- « Jean-Marie Clauzel », dans Adolphe Robert et Gaston Cougny, Dictionnaire des parlementaires français, Edgar Bourloton, 1889-1891 [détail de l’édition]
- « Jean-Marie Clauzel », dans le Dictionnaire des parlementaires français (1889-1940), sous la direction de Jean Jolly, PUF, 1960 [détail de l’édition]